# Mazeppa (Géricault)
Pour les articles homonymes, voir Mazeppa.
Mazeppa est le titre de deux peintures à l'huile sur toile très proches, créées par Théodore Géricault vers 1820, qui représentent la légende du hetman ukrainien Ivan Mazepa condamné à être attaché sur le dos d'un cheval sauvage. 
Il existe deux versions de la peinture ainsi qu'une lithographie portant ce titre. L'une de ces deux peintures est conservée dans la collection particulière de Denise Aimé-Azam, à Paris.

## Réalisation et attribution

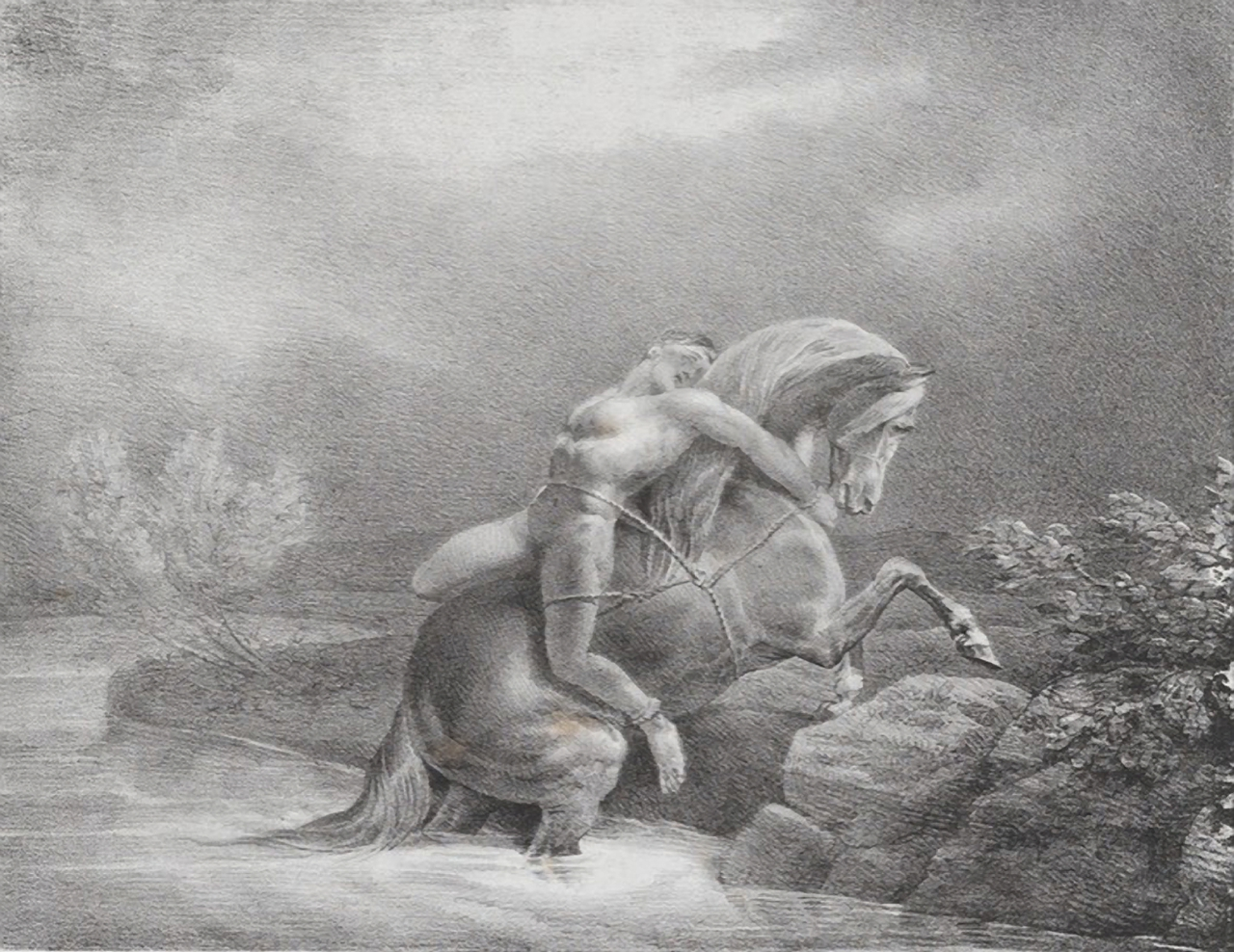
Lithographie inspirée des deux versions du tableau.

Théodore Géricault est surtout connu pour trois de ses chef-d’œuvres présents au musée du Louvre, Officier de chasseurs à cheval de la garde impériale chargeant (1812), Cuirassier blessé quittant le feu (1814), et Le Radeau de La Méduse (1817-1819), ses autres peintures étant plus difficiles à trouver et moins analysées.
Il existe trois œuvres créées par Géricault et intitulées « Mazeppa », deux peintures à l'huile et une lithographie qui semble avoir été inspirée par ces tableaux. Il avait été supposé qu'un même tableau puisse avoir été référencé deux fois, mais il existe bien deux versions de l'huile sur toile intitulée « Mazeppa », exposées en 1924 à Paris puis à Rouen. Cette œuvre est créée vers 1820, Rio et Chenique donnant 1822-1823 pour l'une des deux versions du tableau.
Dans tous les cas, ces œuvres sont inspirées par le poème de Lord Byron qui détaille le supplice du hetman Mazeppa, condamné à être attaché nu sur le dos d'un cheval sauvage.
D'après l'historien de l'Art américain Albert Boime, les créations de ces tableaux s'inscrivent dans le contexte politique d'une opposition à la Restauration. Par ailleurs, au moment de la diffusion de la légende de Mazeppa, Géricault affronte des soucis de santé, notamment une dépression qui le conduit à une tentative de suicide.

## Description

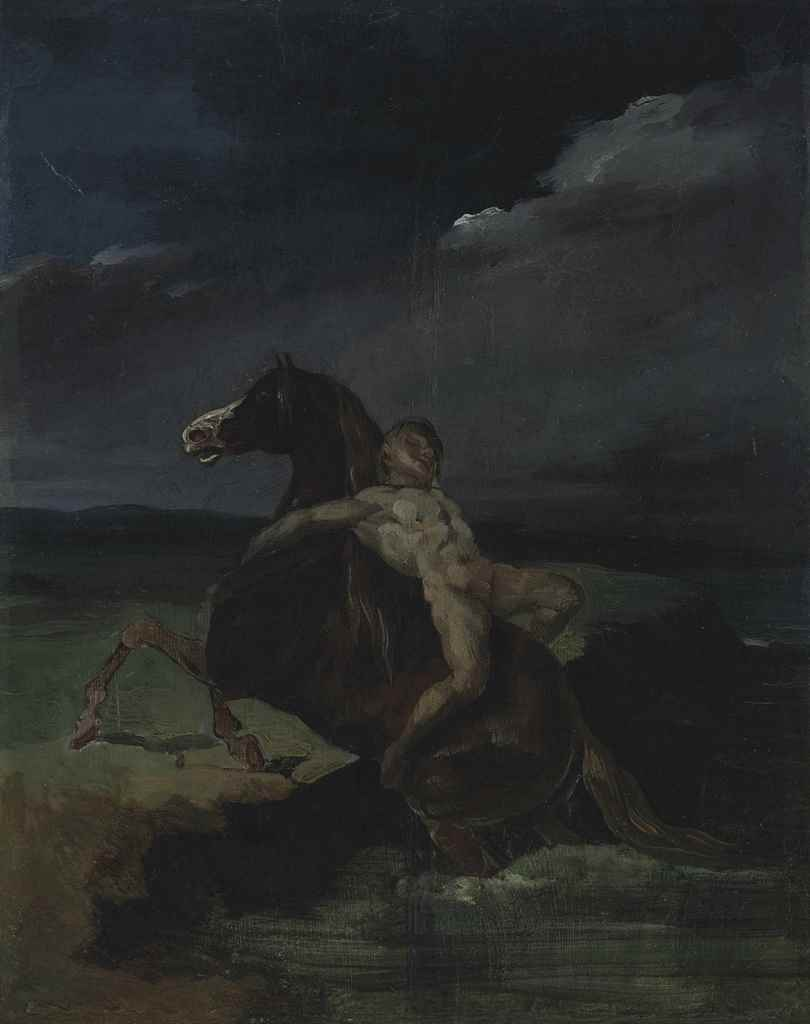
Seconde version de la peinture Mazeppa.

Dans ses deux versions, la peinture représente un homme attaché par des liens sur le dos d'un cheval qui s'extirpe de l'eau. 
En 1868, A. M. de Triqueti décrit ce tableau comme suit dans l'ouvrage de Charles Clément : 

« 153 MAZEPPA. Le cheval bai brun tourné à gauche gravit la rive escarpée d'une rivière ; le train de derrière est encore dans l'eau et l'animal épuisé se cramponne des pieds de devant au talus rocheux. Mazeppa est attaché par les reins sur le dos du cheval, la tête appuyée à son col. Le ciel d'un gris ardoisé est d'un très beau ton. »

— A M de Triqueti.
La première version du tableau (celle où le cheval a la tête recourbée) mesure 25,8 × 21,5 cm,.

## Parcours des tableaux et de la lithographie
L'une des deux versions du tableau est vendu aux ventes John Saulnier en 1886, à la suite du décès de Mme Lee-Childe. Elle est conservée dans une collection particulière, celle de Denise Aimé-Azam, à Paris. Cette dernière a publié en 1956 un ouvrage décrivant le contexte du romantisme qui a accompagné la création de cette œuvre.
La lithographie est conservée à la Bibliothèque nationale de France, au département des estampes et de la photographie.